# Mur-de-Sologne
Mur-de-Sologne är en kommun i departementet Loir-et-Cher i regionen Centre-Val de Loire i de centrala delarna av Frankrike. Kommunen ligger i kantonen Selles-sur-Cher som tillhör arrondissementet Romorantin-Lanthenay. År 2022 hade Mur-de-Sologne 1 518 invånare.

## Befolkningsutveckling
Antalet invånare i kommunen Mur-de-Sologne
| Referens: INSEE |